# Ga Long Biên
Ga Long Biên là một nhà ga xe lửa, đặt tại điểm cuối của cầu Long Biên, thuộc địa bàn phường Hoàn Kiếm, thành phố Hà Nội. Ga tiếp theo nằm về phía Tây là ga Hà Nội, về phía Đông là ga Gia Lâm.Ga có diện tích 500 m².
Cổng chính của nhà ga quay về lối xuống cầu Long Biên phía quận Hoàn Kiếm. Cổng phụ là một cầu thang 23 bậc.
Nơi đây là điểm xuất phát của các chuyến tàu đi phường Quán Triều, thành phố Thái Nguyên, tỉnh Thái Nguyên và thị trấn Đồng Đăng, huyện Cao Lộc, tỉnh Lạng Sơn. Các chuyến tàu đi Lào Cai, Hải Phòng xuất phát từ ga Hà Nội hoặc về từ ga Gia Lâm hầu hết đều dừng đón, trả khách ở nơi đây.

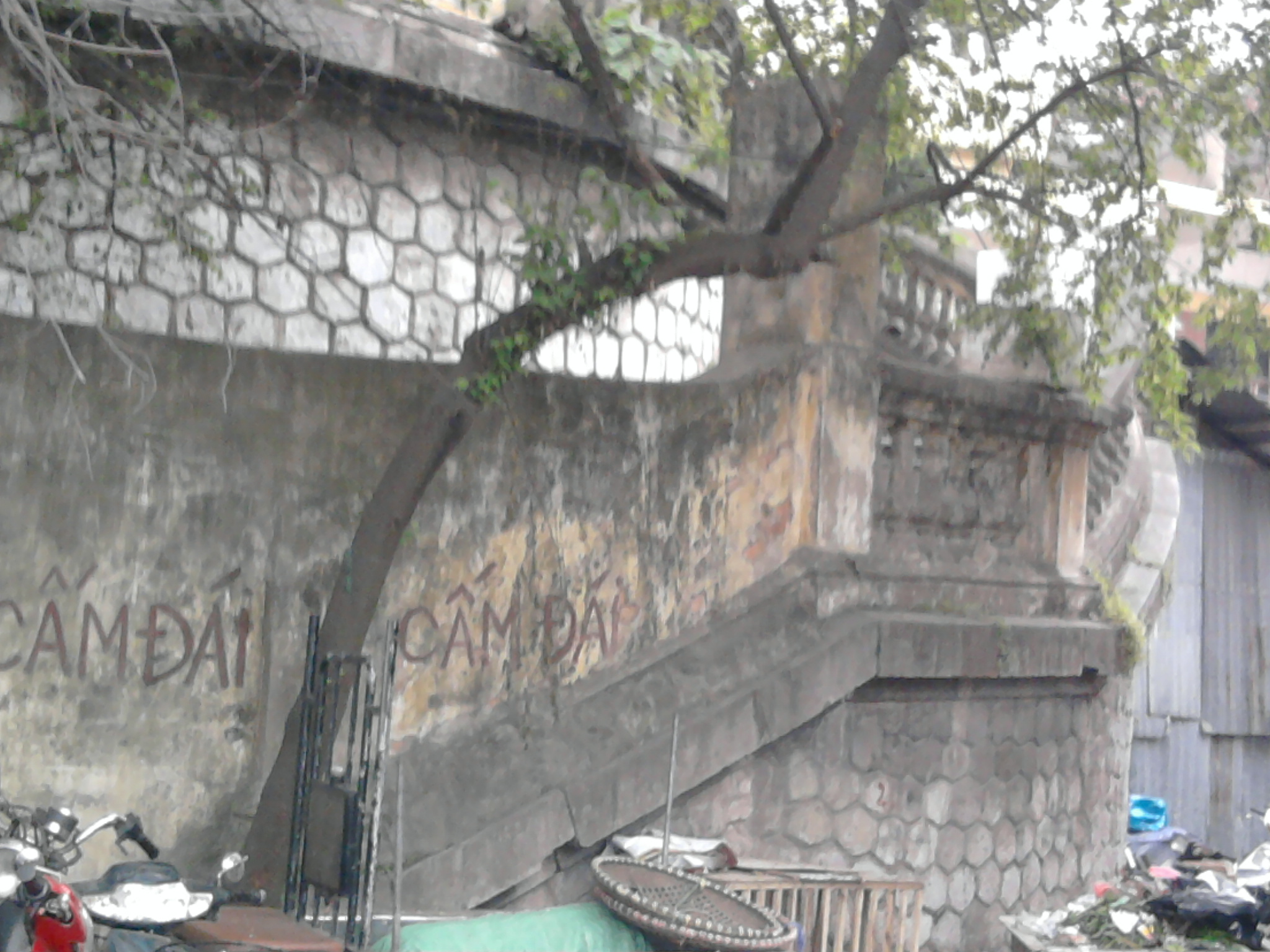
Cầu thang ra vào ga nằm ở phố Gầm Cầu, dành cho hành khách có hành lý gọn nhẹ.

Nhà ga nằm ở vị trí rất thuận tiện cho du khách trong việc tham quan chợ Đồng Xuân, khu phố cổ Hà Nội.
Được hình thành từ năm 1902, ga Long Biên là một trong những công trình kiến trúc lâu năm và nằm ở ví trí giao thương nhộn nhịp hàng đầu Hà Nội. Năm 2019, nhà ga chính thức được cải tạo lại.